# 柘木镇
柘木镇是中华人民共和国广西壮族自治区桂林市雁山区下辖的一个镇。西北邻象山区平山街道，西接象山区二塘乡，南侧是雁山区雁山镇，东北濒漓江与七星区相望，东南边是灵川县大圩镇和良丰华侨农场。

## 历史
今柘木镇北部窑头村一带为古代桂州窑遗址，创烧于南朝晚期，盛于隋唐，而衰于北宋，是一处与桂林佛教的兴衰密切相关的青瓷窑场。
清中期以前属临桂县东乡及南乡，清末时分属大圩、良丰、太沙乡。民国时始设柘木乡。民国31年一度与太沙合并为柘太区，后分立。中华人民共和国成立后，原属柘木的平山村、瓦窑村等划归桂林市象山区；原属二塘（太沙乡）的李家村划归柘木镇。
抗日战争时期建设的李家村机场至今仍然在运行。

## 地理
柘木镇境内多为江岸峰林平原、缓丘平原和峰丛洼地，大部分平地已开发为农业用地。

### 气候
柘木镇属湿润亚热带季风气候区（柯本气候分类Cfa），其所属的雁山区年均降水量1764毫米，年均温19℃，年均霜日7.9天。

### 水文
漓江于柘木镇窑头村漓江铁桥下入境，流经窑头、卫家渡、柘木、龙门、禄坊等村。相思江又称良丰江、良丰河，系漓江支流，流经苏家、何家、李家、柘木、禄坊等村境，于父子岩处注入漓江。窑头河，发源于瓦窑村，流经窑头、柘木、于家汇入相思江，全长3.24千米，流域面积2.95平方千米。柘木河，发源于二塘乡常家村，在柘木汇入窑头河（引注：区志原文为“汇入相思江”，似误），全长9.10千米，流域面积16平方千米。佛殿河，发源于象山区二塘乡万福村委会銮塘村境，流经四合村境，于九美桥与新河相汇，经市园艺场、柘木镇李家村境入相思江，全长18.2千米，流域面积83.2平方千米。苏河，发源于柘木镇苏家村委会白竹境村，流经苏家村委会龙潭村境流入相思江，全长1.32千米，流域面积8.95平方千米。

## 经济
2006年末全镇耕地1147公顷，以经济作物种植和副食品生产为主。大型水利设施有白竹境水库、毛园口水库、李家水库，水库总容量760万立方米。
主要特产为柘木马蹄，柘木镇马蹄素有“一东二卫三李”的讲法，即数第一的是何家村委的东山村。东山的马蹄以个大、皮薄、清甜、少渣而闻名，享誉国内外，大部分销往全国各地及东南亚。何家村委支书黄开弟说，全村种植马蹄共约200亩，平均每亩纯收入在4000元左右，种植马蹄的群众大部分都建起了新楼房。

## 行政区划
柘木镇下辖以下地区：
柘木街社区、苏家村、卫家渡村、窑头村、柘木村、龙门村、禄坊村、李家村和何家村。
其中，龙门、卫家渡两个村委已于2013年交付七星区托管。

## 文化
柘木镇地处桂北平话方言区，境内村民大多为平话、桂林话双语者。柘木镇平话主要有柘木墟土话、船上话、大桥土话、东边山土话、牛鼻塘土话和李家村土话等，互相差异较大。
柘木镇属于桂林郊区“杨令公”崇拜民俗文化区，其中在窑头村的三座大庙之一就是杨令公庙。自2018年起，窑头村举办一年一届的“油菜花节”，将油菜花观赏与当地民俗整合推陈出新，吸引了大批游客前来。

## 桂州窑遗址
桂州窑遗址位于柘木镇窑头村2平方千米范围内，原有窑基10座，现存5座。1988年文物考古部门对3座瓷窑进行发掘。窑周围为粘土质土岭，具烧窑好条件。窑形为阶梯（斜坡式）长条形，顺坡而建。窑室由火膛、火道、烟道、分室、烟囱5部分构成，属早期阶梯窑。三窑共出土文物4771件，其中完整的1908件，属日用陶瓷器、寺院用器具、建筑陶瓷物件3大类。